# کشتار بخش میوند
کشتار بخش میوند حادثهٔ قتل دست‌کم ۳ نفر از شهروندان غیرنظامی افغانستانی توسط گروهی از سربازان ارتش ایالات متحدهٔ آمریکا در سال ۲۰۱۰ در جریان جنگ افغانستان بود. این گروه از سربازان، خود را «گروه کشتار»، (به انگلیسی: Kill Team) می‌نامیدند. این سربازان به دسته سوم گروهانی از گردان دوم هنگ اول پیاده‌نظام ارتش ایالات متحدهٔ آمریکا و تیپ پنجم لشکر دوم پیاده‌نظام ارتش این کشور تعلق داشتند. این افراد از اعضای پایگاهی در بخش میوند ولایت قندهار افغانستان بودند.
طی تابستان سال ۲۰۱۰، دادگاه نظامی پنج عضو جوخه را با اتهام قتل سه شهروند غیرنظامی افغان و جمع‌آوری بخش‌هایی از بدن آن‌ها به عنوان غنیمت جنگی و یادگاری، مجرم تشخیص داد و افزون بر آن، هفت سرباز به دلیل جرائمی نظیر مصرف حشیش، ممانعت از پیگیری، بازرسی و تعقیب و همچنین حمله به افشاگر حادثه که نظامی آمریکایی دیگری به نام جاستین استونر بود، محکوم شدند.
در مارچ ۲۰۱۱، یک نظامی آمریکایی به نام جِرِمی مارلاک، به جرم سه فقره قتل عمد، محکوم شد. وی به دادگاه گفت که در کشتن افراد بومی افغان غیرنظامی و غیرمسلح، با صحنه‌سازی برای شبیه‌سازی موقعیت به یک موقعیت جنگی (از جمله با جاسازی اسلحه کلاشنیکف در کنار جنازه قربانیان حادثه)، کمک کرده‌است. او گناه‌کار شناخته شد و در برابر ارائهٔ شهادت علیه دیگر سربازان، به ۲۴ سال زندان و ترخیص بدون افتخار، از نیروهای نظامی، محکوم شد. تا مارچ ۲۰۱۱، یازده نفر از دوازده سرباز مجرم شناخته شده و محکوم شده بودند. در فوریهٔ ۲۰۱۱، دادگاه نظامی کلیهٔ محکومیت‌های سرباز دوازدهم را لغو کرد. در این باره، توضیحی داده نشد و به عبارت «برای منفعت عدالت»، (به انگلیسی: in the "interest of justice")، اکتفا گردید. در اشپیگل تصاویری از سربازان منتشر کرد که با جنازه‌ها عکس یادگاری گرفته بودند. از جمله جرائمی که یکی از سربازان به نام میشل وگنِن به دلیل آن محکوم شد، برداشتن و مالکیت قطعه‌ای جمجمهٔ انسان بود. وگنن پس از آن که یک غیرنظامی افغان را عمداً هدف قرار داد، یک قبضه سلاح کلاشنیکف AK-47 در کنار بدن او قرار داد تا کشتن او را توجیه کند.

## کشتارها
هر سه قتل صورت گرفته، در منطقه غیرنظامیان افغان در ولسوالی میوند افغانستان رخ داده است:
- گل مدین، کودک پانزده ساله در 15 ژانویه 2010 در روستای لامحمد کلای مشغول کار کشاورزی برای پدرش بود. او در هنگام حمله آمریکایی ها، غیر مسلح بود. تحت هدایت گروهبان کالوین گیبس، جرمی مورلوک و پی اف سی اندرو هولمز، مدین با پرتاب یک نارنجک به سمتش و پس از آن رگبار مسلسل، کشته شد. پس قتل او، سربازان پسر را برهنه کردند و با جسد او عکس گرفتند. انگشت کوچک پسر را قطع کردند و بدن او را نیمه برهنه روی زمین گذاشتند.[۱۲][۱۳]
- در 22 فوریه، سربازان با استفاده از تصاویر حرارتی، مراچ آقا را پیدا کردند. سربازان او را کشتند و بخشی از جمجمه او را به عنوان غنیمت، نگه داشتند.[۱۴] جِرِمی مارلاک به خاطر رهایی از اعدام، به جرم خود اعتراف کرد.[۱۵] ارتش بعداً گفت که معتقد است مراچ آقا ناشنوا یا معلول ذهنی بود.
- در همان منطقه، قربانی سوم مورد هدف گلوله قرار گرفت. گیبس «از فاصله نزدیک به مردی غیرمسلح شلیک کرد».
- در 2 می 2010، گیبس، مارلاک و آدام وینفیلد به ملا ادهداد با نارنجک حمله کردند سپس مورد اصابت تیر قراردادند. این حمله مقابل چشمان همسر و فرزندان قربانی صورت گرفت او را کشتند. گیبس انگشت مرد را قطع کرد و به عنوان غنیمت نگه داشت.[۱۶][۱۷]